# Тушилово
Тушилово (грч. Στάθης, Статис) је насељено место у општини Пеонија у периферији Средишња Македонија, Грчка. Према попису из 2021. године било је 316 становника.
Према бугарском географу и историчару, Василу Канчову, у Тушилову је 1900. године живело 220 Словена хришћана. Године 1924. принудно је исељено у Бугарску 18 породица (166 особа) а на њихово место је насељено 30 грчких избегличких породица из Турске, укупно 113 особа. На попису из 1940. године Тушилово је имало 414 становника, од чега су две трећине Словени.